# Degmann
Degmann ist ein Gemeindeteil der Stadt Bad Berneck im Fichtelgebirge im Landkreis Bayreuth (Oberfranken, Bayern). Degmann liegt in der Gemarkung Escherlich.

## Geografie
Die Einöde liegt an der Brandleite, einer Erhebung des Fichtelgebirges. Im Osten grenzt der Goldkronacher Forst an, im Süden befindet sich ein Steinbruch, in dem Feldspat abgebaut wird. Eine Gemeindeverbindungsstraße führt nach Schmelz zur Bundesstraße 303 (0,9 km westlich) bzw. nach Föllmar (0,6 km nordöstlich).

## Geschichte
Gegen Ende des 18. Jahrhunderts bestand Degmann aus einem Anwesen. Das Hochgericht übte das bayreuthische Stadtvogteiamt Goldkronach aus. Die Hofkanzlei Bayreuth war Grundherr des Gütleins.
Von 1797 bis 1810 unterstand Degmann dem Justiz- und Kammeramt Gefrees. Infolge des Ersten Gemeindeedikts wurde Degmann dem 1812 gebildeten Steuerdistrikt Goldkronach und der zugleich gebildeten Ruralgemeinde Föllmar zugewiesen. Mit dem Zweiten Gemeindeedikt (1818) wurde diese Teil der Ruralgemeinde Escherlich. Im Zuge der Gebietsreform in Bayern wurde Degmann am 1. Mai 1978 in Bad Berneck im Fichtelgebirge eingegliedert.

### Einwohnerentwicklung
| Jahr      | 001818 | 001819 | 001861 | 001871 | 001885 | 001900 | 001925 | 001950 | 001961 | 001970 | 001987 |
| Einwohner | 13     | *      | 22     | 30     | 7      | 8      | 8      | 8      | 6      | 4      | 6      |
| Häuser    | 2      |        |        |        | 1      | 1      | 1      | 1      | 1      |        | 1      |
| Quelle    | [ 6 ]  | [ 9 ]  | [ 10 ] | [ 11 ] | [ 12 ] | [ 13 ] | [ 14 ] | [ 15 ] | [ 16 ] | [ 17 ] | [ 1 ]  |

## Religion
Degmann ist evangelisch-lutherisch geprägt und nach St. Erhard (Goldkronach) gepfarrt.